# Callum Paterson
Callum Paterson (Londra, 13 ottobre 1994) è un calciatore scozzese, attaccante dello Sheffield Weds e della nazionale scozzese.

## Caratteristiche tecniche
Nato come terzino destro, è cresciuto giocando anche come ala destra o addirittura come centravanti in cui dá il meglio con la squadra Sheffield Wednesday.

## Palmarès

### Club

#### Competizioni nazionali
- Scottish Championship: 1

Hearts: 2014-2015